# بيط عملاق
بيط عملاق (الاسم العلمي: Bittium giganteum) هو نوع من الرخويات يتبع جنس البيط من الفصيلة القرطيونية.